# Minervino Pietra
Minervino José Lopes Pietra (1 de março de 1954 – 7 de março de 2024) foi um futebolista português que atuava como lateral-direito.
Participou em 323 jogos da Primeira Liga ao longo de 16 temporadas, pelo Belenenses e Benfica (28 golos marcados). Posteriormente, tornou-se treinador, atuando principalmente como auxiliar e tendo passagens pelos dois clubes.

## Carreira no clube
Nascido em Lisboa, Pietra iniciou a sua carreira profissional no C.F. Os Belenenses, fazendo quase 150 jogos oficiais pela equipa principal nos seus cinco anos na Primeira Liga e marcando nove golos. Em 1976, o jovem de 22 anos assinou pelo S.L. Benfica, onde permaneceria até à reforma. Com o Benfica, Pietra conquistou, sempre como importante unidade defensiva, o campeonato em 1977, 1981, 1983 e 1984, somando cinco troféus da Taça de Portugal. Em 11 temporadas ele disputou 320 partidas em todas as competições, marcando 25 golos; ele também ajudou o clube a chegar à final da Copa UEFA de 1982-83, perdida para o R.S.C. Anderlecht da Bélgica (1-0 fora, 1-1 em casa).
Em meados da década de 1990, Pietra começou a trabalhar como treinador, sucessivamente no Boavista F.C., Belenenses, Benfica, F.C. Alverca (sob o comando do seu antigo companheiro do Benfica António Veloso, seu homólogo lateral), F.C. Barreirense e G.D. Estoril Praia, estes dois últimos como treinador principal. Depois de quase uma década fora do jogo, regressou ao Benfica em 2007, atuando como olheiro durante dois anos e, dois anos depois, ingressando na comissão técnica de Jorge Jesus, permanecendo na equipa durante várias temporadas nesta última qualidade.

## Carreira internacional
Pietra somou 28 internacionalizações por Portugal, seu primeiro jogo foi em 14 de novembro de 1973, no empate de 1 a 1 contra a Irlanda do Norte nas eliminatórias para a Copa do Mundo da FIFA de 1974, com apenas 19 anos de idade. Ele apareceu regularmente nos anos seguintes, mas não participou de nenhum grande torneio internacional.
A última partida de Pietra foi em 21 de setembro de 1983, na vitória por 5 a 0 sobre a Finlândia nas fases de qualificação para o UEFA Euro 1984. Portugal chegou à fase final em França, mas ele foi esquecido pela equipa que acabou por terminar em terceiro.
| No. | Data                  | Local                                   | Adversário | Golo | Resultado | Competição                           |
| --- | --------------------- | --------------------------------------- | ---------- | ---- | --------- | ------------------------------------ |
| 1   | 14 de outubro de 1981 | Estádio da Luz (1954), Lisboa, Portugal | Suécia     | 1–1  | 1–2       | Eliminatórias para o Mundial de 1982 |

## Honras
Benfica
- Primeira Divisão: 1976–77, 1980–81, 1982–83, 1983–84[8]
- Taça de Portugal (5)[9]
- Supertaça Cândido de Oliveira (2)[9]
- Taça de Honra (2)[9]